# Пушкин, Фёдор Семёнович
Фёдор Семёнович Пушкин (? — 1629) — русский военный деятель, стольник.

## Биография
Отец — Семён Михайлович Пушкин, опричник, участник Ливонской войны. Брат — Тимофей Семёнович Пушкин, воевода.
В 1589-1590-х годах вместе с братом участвовал в подготовке похода против шведов. К началу XVII века имел чин стольника.
Вместе с сыновьями Фёдором и Иваном участвовал в нижегородском ополчении под знаменем Минина и Пожарского. В 1613 году был одним из тех кто подписал грамоту на избрание русским царем Михаила Фёдоровича Романова.
В 1615-1616 годах возглавлял Ямской стоичный приказ, постоянно присутствовал при приёме иностранных послов в Грановитой палате в Москве.
От имени царя выдавал жалование служивым людям в Арзамасе, Новгороде и Юрьеве.
В октябре 1626 году присутствовал на свадьбе Михаила Фёдоровича и Евдокии Лукьяновны Стрешневой. Был среди бояр которые ''берегли путь, чтоб между государевых коней и царицыных саней не проходил никто. А свечи, и короваи, и фонари несли в церковь перед государем''.
Скончался в 1629 году.

## Семья
От брака с неизвестной имел двоих сыновей:
Иван Фёдорович Пушкин (ум. 1615) — в начале XVII века за участие в Нижегородском ополчении получил имение Болдино в потомственное владение. В 1615 году при обороне северной границы страны попал в плен и был убит ''немецкими людьми''. Детей после себя не оставил.
Фёдор Фёдорович Пушкин по прозвищу ''Сухорук'' (ум. после 1653) — воевода, дворянин московский и стряпчий. Был женат на Анне Давыдовой, имел нескольких детей включая Ивана Фёдоровича Пушкина по прозвищу Шиш.